# Juan de Acuña y Bejarano
Juan de Acuña y Bejarano (castellà: Juan Vázquez de Acuña y Bejarano)  (Lima, 22 de febrer de 1658 - Ciutat de Mèxic, 17 de març de 1734) va ser un militar, polític i noble, titulat I marquès de Casa Fuerte i XXXVII Virrei de Nova Espanya, sent el segon virrei crioll, després de Lope Díez de Aux y Armendáriz.

## Joventut
Va néixer a la ciutat de Lima al virregnat del Perú, el 22 de febrer de 1658, sent fill pòstum del general de Burgos Juan Vázquez de Acuña, corregidor de Quito, governador de Huancavelica i president de l'Audiència de Lima, i de la seva tercera dona Margarita Bejarano de Marquina, establerts a Lima.
Va ser enviat als tretze anys a Espanya per ser educat, on també va ser format com a militar i posat al servei del rei àustria Carles II. Va destacar com a notable militar dirigint companyies en diferents batalles europees, i va tenir un paper molt destacat en la Guerra de Successió Espanyola. Per la seva trajectòria professional va ser condecorat amb les creus de l'Orde de Santiago i de l'Orde d'Alcántara, i va ocupar el càrrec de governador i capità general a Messina, Aragó (1715-1717) i Mallorca (1717-1722).

## Acuña a Mallorca
Per un "Real Despacho" de 12 de febrer de 1717 se li va donar ordre que passàs a Mallorca a exercir els càrrecs de Comandant General, Governador de la plaça de Palma i President de la Reial Audiència de Mallorca, en substitució del marquès de Lede que passava a Aragó, on havia estat abans Acuña. Des del primer moment va tenir topades amb l'Audiència. El 15 d'agost de 1720 va ser promogut a Capità General. Durant el seu mandat la repressió dels austriacistes mallorquins va ser menor que la que havia duit a terme el seu antecessor, el flamenc marquès de Lede. En el marc de la seva disputa amb l'Audiència demanà que els ministres castellans fossin canviats "y mejor si fuessen catalanes, porque reducir los estilos y prácticas de Mallorca a las de Castilla es absolutamente impossible y no conveniente al servicio de S.M. y bien de estos vasallos".

## Virrei de Nova Espanya
El 15 d'octubre de 1722 va fer la seva entrada al càrrec de virrei alhora que es fundava el primer periòdic de la ciutat: la Gazeta de México, pel sacerdot Juan Francisco Sahagún i Arévalo. Va aconseguir guanyar la guerra contra els anglesos, expulsant-los de les costes de Nova Espanya i Hondures, on s'havien assentat lliurement.
Va reorganitzar el govern i va moralitzar l'administració i la hisenda. Va fomentar obres públiques i va fer construir grans edificis: va finalitzar la construcció de la Casa de Moneda de Mèxic i va aconseguir encunyar en un any vuit milions de pesos que es van enviar a Espanya per cancel·lar els deutes de la guerra de successió; l'edifici de la Duana, el passeig de l'Alameda i el de Iztacalco, i la llavors col·legiata de Guadalupe, avui basílica de Santa María de Guadalupe.
Es va preocupar per l'avanç espanyol en el nord, i va començar la penetració espanyola a Texas (1720-1721) fundant missions amb la finalitat de frenar l'avanç francès, pel que va col·locar milers de famílies de colons a Nou Mèxic i Arizona. Va reafirmar el poder espanyol a Amèrica Central apaivagant la revolta del Nayarit el 1724 i conquistant Belize el 1733. Aquesta operació era crítica des del punt de vista comercial perquè aquesta ciutat servia de base als pirates. La conquesta va quedar completada gràcies a la intervenció del governador del Yucatán, Antonio de Figueroa. Va millorar el comerç del virregnat amb la metròpoli i Àsia (a través fonamentalment de la Xina i Filipines).
Va renunciar al seu càrrec de virrei després de sofrir una paràlisi en el braç dret que li impedia signar els seus despatxos, però el rei li va atorgar el privilegi de signar amb estampeta, sent l'únic virrei amb aquesta mercè.
La seva malaltia va seguir avançant fins a morir finalment el 17 de març de 1734 després de dotze anys de mandat. El seu cos va ser enterrat a l'església franciscana de San Cosme, a la comunitat del qual sempre va ajudar el virrei, i on acostumava diàriament a escoltar missa. Els pares franciscans van gravar sobre la seva tomba el següent sonet:
| « | Descansa aquí, no yace Aquel famoso marqués En la guerra y en la paz esclarecido Que en lo mucho que fue lo merecido No dejo que hacer a lo dichoso Ninguno en la campaña más glorioso Ni en el gobierno tan aplaudido No menos quebrantado que sufrido Vínculo en la fatiga su reposo Mayor que grande fue, pero la grandeza A que pudo incitarle regio agrado Fue estudiado desdén de su entereza Y es que retiro tanto su cuidado De lo grande, que tuvo por alteza Quedar entre menores sepultado. Aquel famoso marqués En la guerra y en la paz esclarecido Que en lo mucho que fue lo merecido No dejó que hacer a lo dichoso. Ninguno en la campaña más glorioso Ni en el gobierno tan aplaudido No menos quebrantado que sufrido Vinculó en la fatiga su reposo. Mayor que grande fue, pero la grandeza A que pudo incitarle regio agrado Fue estudiado desdén de su entereza. Y es que retiro tanto su cuidado De lo grande, que tuvo por alteza Quedar entre menores sepultado. | » |